# Lagerfeuer

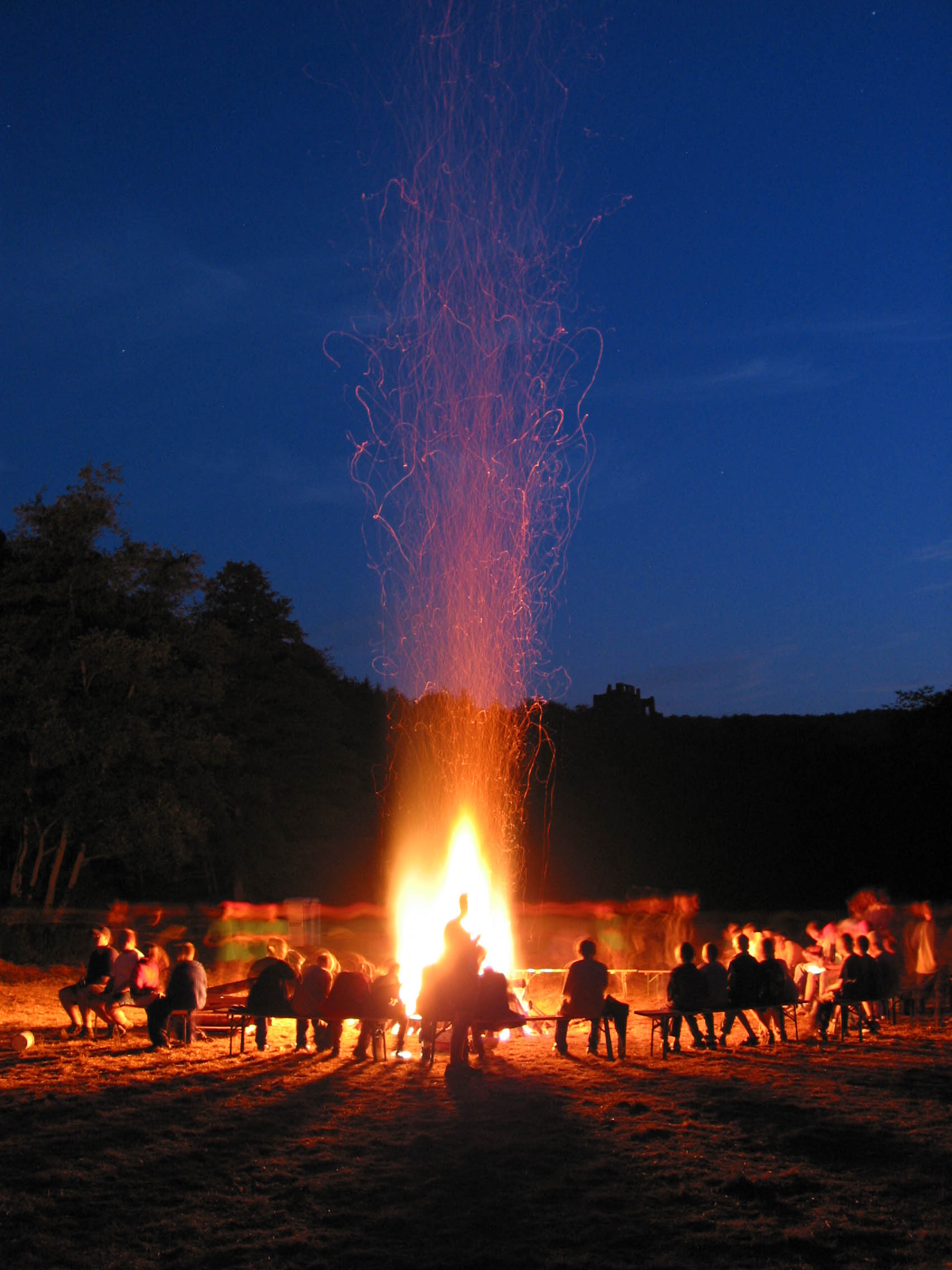
Lagerfeuer

Ein Lagerfeuer ist ein Nutzfeuer, das beim Lagern im Freien angezündet wird. Es dient im Wesentlichen der Beleuchtung, dem Erwärmen des Körpers, dem Trocknen von Kleidung, dem Kochen von Speisen, dem Abkochen von Wasser und dem Vertreiben von Tieren. Vor allem dient es aber dem gemeinschaftsbildenden Zusammensein im Kreis, mit gemeinsamem Lieder singen und Geschichten erzählen.
Die wichtigsten Formen des Lagerfeuers sind das Tipifeuer mit seinen Varianten Survival- und Jägerfeuer als Mehrzweckfeuer, das Stern-, Gruben- und Tunnelgrubenfeuer als Kochfeuer und das Rauchfeuer als Signalfeuer zur Rettung aus Gefahrensituationen. Zu den Festfeuern gehören das Pfahlkegel-, Pagoden- und Stapelfeuer.

## Geschichte
Feuer wird von Hominiden bereits seit etwa zwei Millionen Jahren genutzt (Chesowanya, Zhoukoudian), formelle Feuerstellen mit Lehm- oder Steineinbauten sind aber erst seit der mittleren Steinzeit nachgewiesen.

## Lagerfeuer in Zeltlagern
Das Lagerfeuer bildet in Zeltlagern als Quelle für Wärmestrahlung meist den zentralen Treff- und Sammelpunkt. Abends trifft man einander dort zum geselligen Zusammensein. Man sitzt am Boden, auf Holzstämmen oder Sitzen. Üblicherweise baut man zunächst aus Brennholz eine Pyramide oder einen Stapel auf, der lange brennen soll. Diesen entzündet man mit einem kleinen Tipifeuer. Lodert das Feuer ordentlich auf, füttert man es je nach Bedarf mit dem tagsüber gesammelten Brennholz, das in der Nähe bereit liegt. Nach dem Abbrennen schiebt man die übrigbleibenden Stummel so lange zusammen, bis die Glut erloschen ist und nur noch Asche übrig bleibt.

## Funktionen des Lagerfeuers
Lagerfeuer können verschiedene Funktionen erfüllen. Sie dienen dem Erwärmen des Körpers, dem Trocknen von nasser Kleidung, dem Zubereiten von Speisen, dem Haltbarmachen von Speisen durch Räuchern, dem Abkochen (Sterilisieren) von Trinkwasser, dem Gewinnen von Trinkwasser durch Destillieren, dem Vertreiben von Insekten, dem Abschrecken von wilden Tieren, dem Wärmen beim Schlafen, dem Ersuchen nach Hilfe sowie dem geselligen Beisammensein.
Nach den drei Eigenschaften des Feuers: Hitze, Licht und Rauch lassen sich Lagerfeuer in drei Gruppen unterteilen, nämlich in: Wärmefeuer, Leuchtfeuer und Rauchfeuer. Zu den Wärmefeuern zählen Mehrzweck-, Wärme-, Koch- und Schlaffeuer, zu den Leuchtfeuern Wach- und Festfeuer und zu den Rauchfeuern das Rettungsfeuer.

### Mehrzweckfeuer
Die meisten Feuer haben mehrere Aufgaben, wie Erwärmung des Körpers, Trocknen von Kleidung, Beleuchtung der Umgebung, Kochen von Speisen, Abkochen (Sterilisieren) von Wasser zur Verwendung als Trinkwasser.

### Wärmefeuer
Wärmefeuer dienen der Erwärmung des Körpers und dem Trocknen nasser Kleidung.

### Kochfeuer

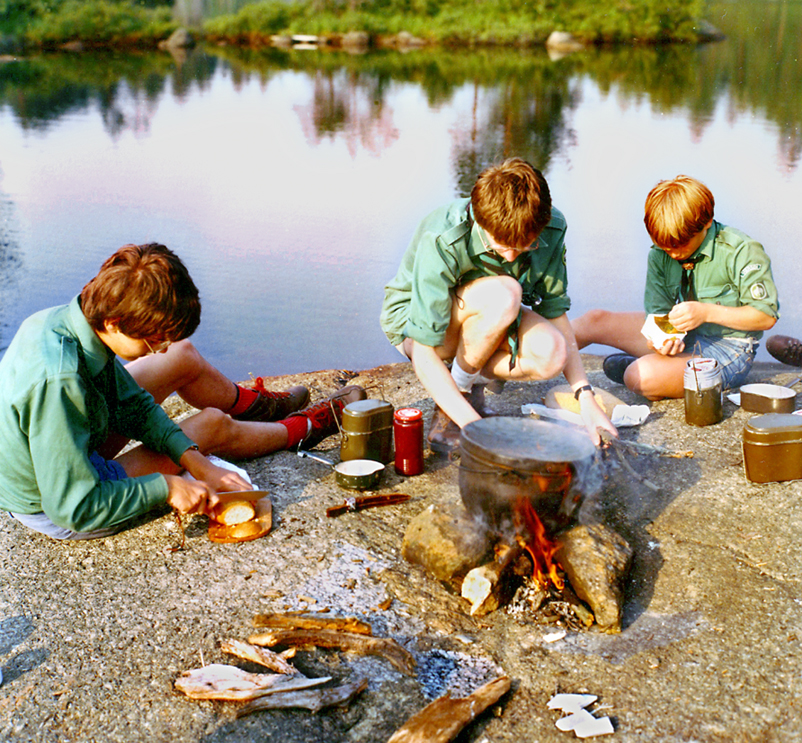
Kochfeuer zwischen Wackersteinen

Am Kochfeuer werden Speisen gekocht, gebraten oder gegrillt bzw. Wasser abgekocht. Bei den einfachsten Anwendungen wird ein Stück Fleisch auf einem heißen Stein oder an einem Stock gebraten oder ein Topf einfach ins Feuer gestellt. Speisen können auch in Alufolie eingewickelt direkt ins Feuer gelegt werden. Oder sie werden in einen Kräutermantel eingewickelt unter dem Feuer vergraben und gegart. Oft werden Töpfe höhenregulierbar aufgehängt (Stock in zwei Astgabeln, Dreibein mit Kette) oder auf einen Rost gestellt. Im Mittelalter verwendete man dreibeinige Töpfe, sogenannte Grapen, die man wegen ihrer drei Beine direkt ins Feuer stellen konnte.
Sonderformen des Kochfeuers sind Erdofen, Feldofen und Grill.

### Schlaffeuer
Schlaffeuer dienen dem Warmhalten des Körpers während der Nacht, insbesondere bei Nässe und Kälte.

### Wachfeuer
Wachfeuer sind kleine Feuer zum Warmhalten und Beleuchten der Umgebung.

### Festfeuer
Festfeuer sind große Lagerfeuer zum Feiern. Zu den Festfeuern im deutschsprachigen Bereich gehören Fasnachtsfeuer, Walpurgisfeuer (30. April in der Walpurgisnacht), Osterfeuer (in der Osternacht), Johannisfeuer (24. Juni zur Sommersonnenwende), Höhenfeuer (1. August zum Schweizer Nationalfeiertag) und Martinsfeuer (11. November im Anschluss an den Sankt-Martins-Umzug) und das Julfeuer (21. oder 22. Dezember zur Wintersonnenwende).

### Signalfeuer
Signalfeuer dienen der Übermittlung von Signalen. Tagsüber verwendet man Rauchsignale, nachts das helle Leuchten des Feuers. Rauchsignale erzeugt man, indem man nasses Laub auf das Feuer legt. Wird das Feuer nun zusätzlich in Intervallen mit einer Plane abgedeckt, können einfache Signale übermittelt werden. Siehe Lärmfeuer.

## Bauformen des Lagerfeuers

### Wärmefeuer

#### Tipifeuer

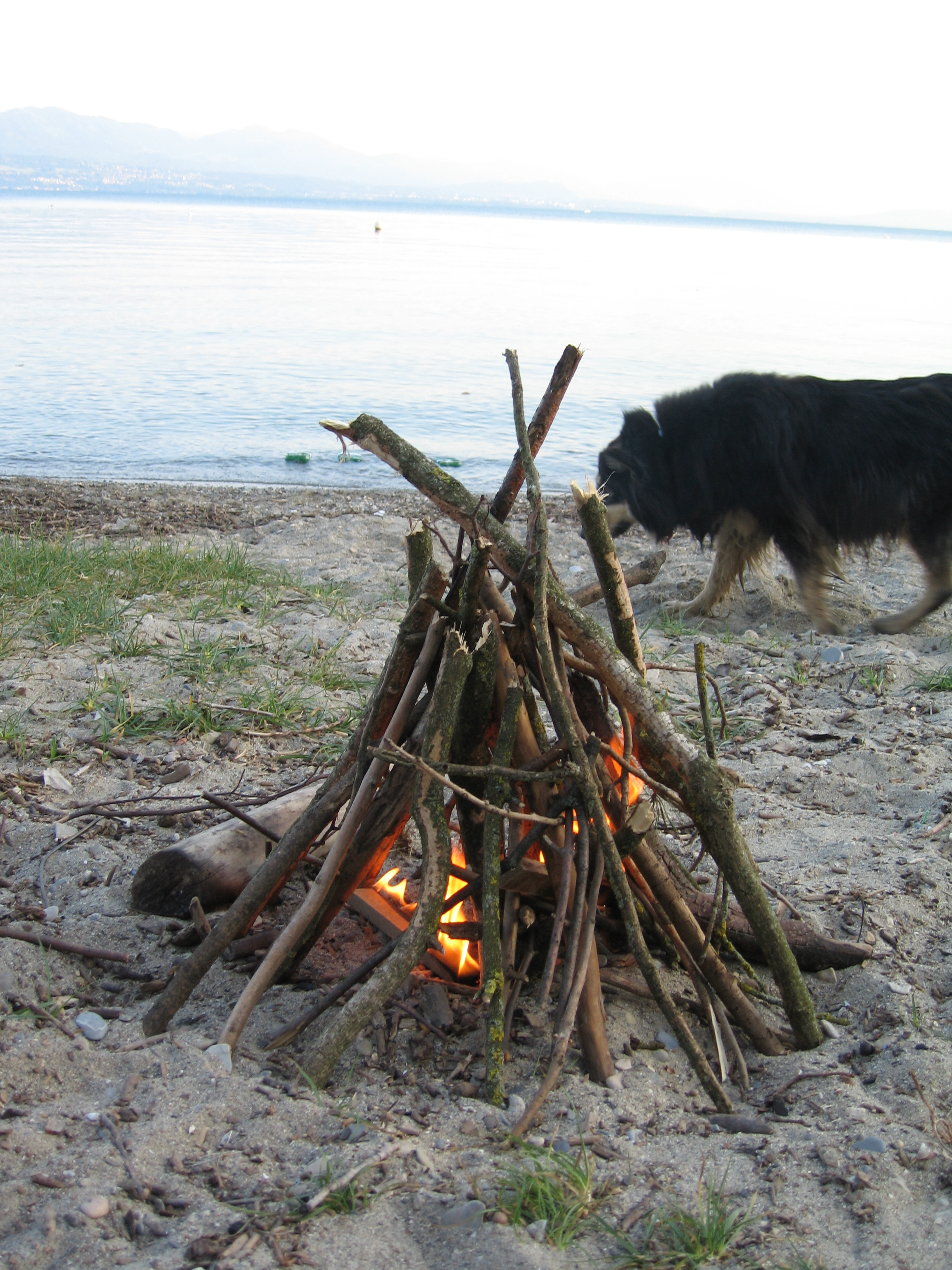
Tipifeuer

Das Tipi- oder Pyramidenfeuer besteht aus einem Kern aus Zunder und leicht entflammbarem Material, um das trockene dünne Zweige und Äste zeltförmig, wie die Zeltstangen eines Tipis (daher der Name) aufgestellt sind. Die tipiförmige Bauweise erleichtert das Entfachen des Feuers, da der Sauerstoff gut durch die Spalten zu Zunder und Flammstoff gelangt. Ein Tipifeuer ist schalenförmig aufgebaut. Leicht entflammbare Brennstoffe (Flammstoffe) wie Papier, Karton und Stroh in der Mitte, mäßig entflammbare Brennstoffe wie trockene Zweige und dünne Äste außen herum. Lodert das Feuer richtig auf, kann man auch schwer entflammbare Brennstoffe wie dicke oder nasse Äste und Scheite auflegen. Auf einer Seite lässt man eine kleine Öffnung zum Anzünden frei.

#### Tipifeuer auf Plattform (Survivalfeuer)

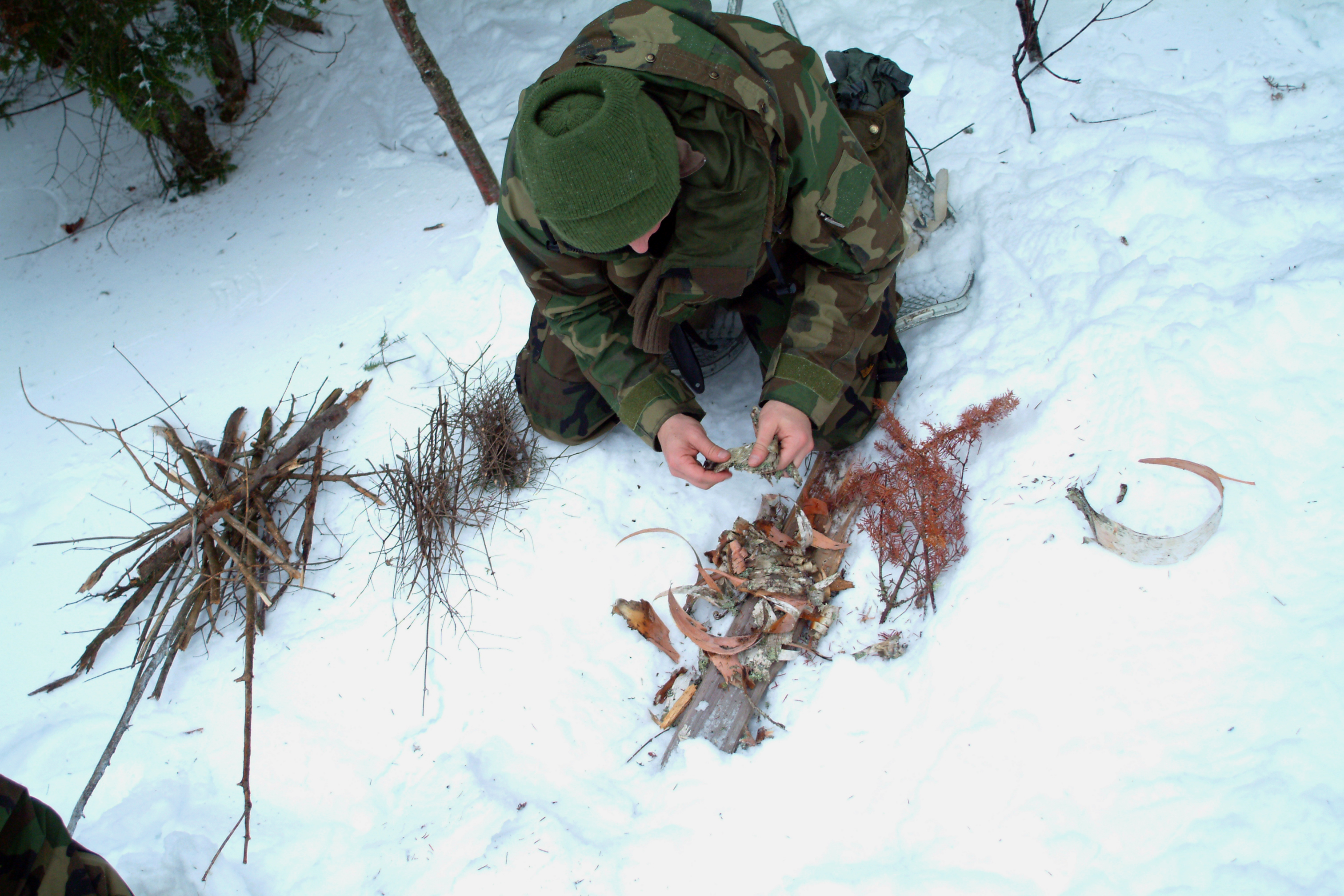
Zunder auf einer Plattform aus Birkenrinde
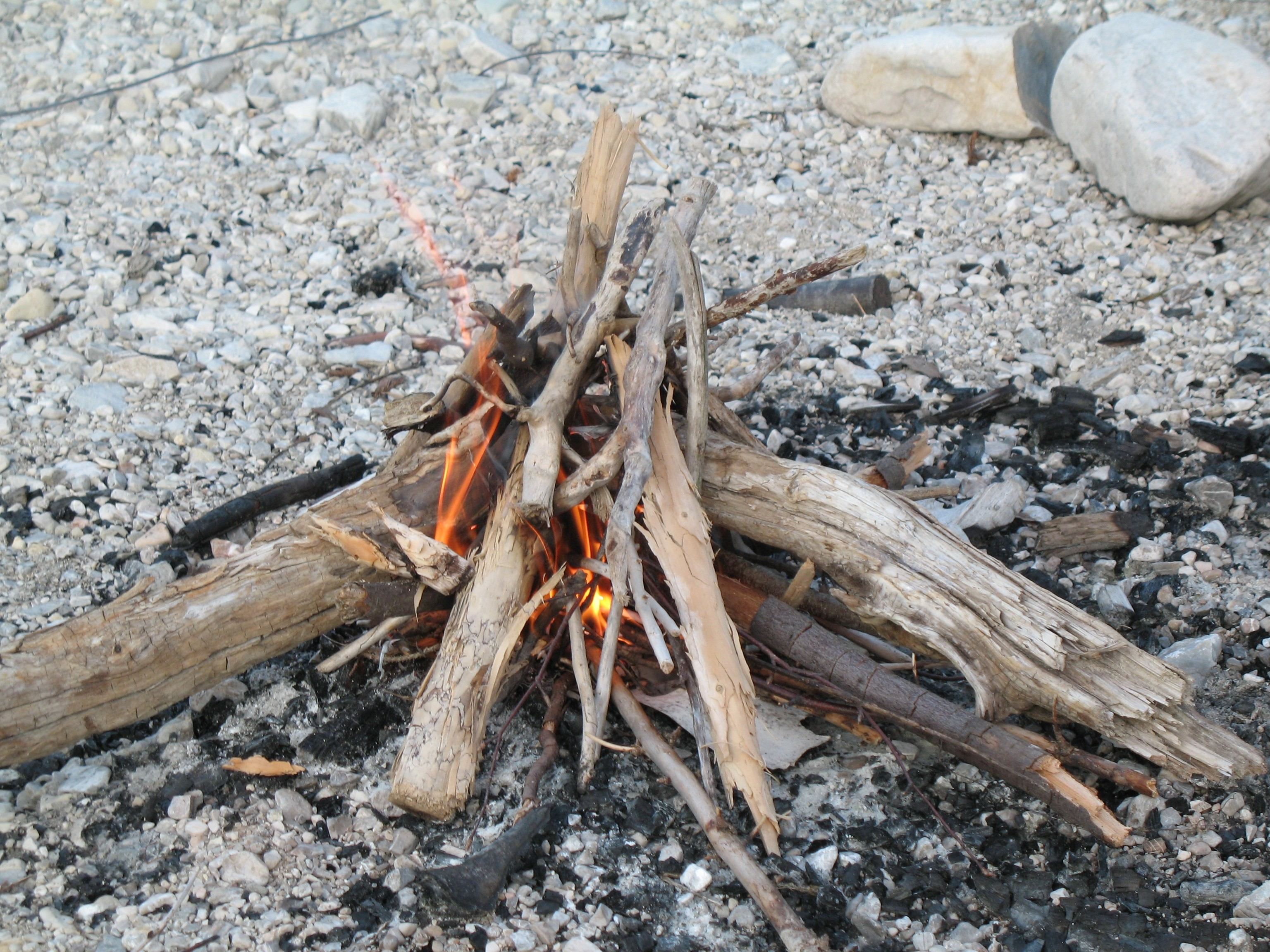
Jägerfeuer

Voraussetzung für ein Tipifeuer ist ein trockener Boden, da das Feuer anfangs direkt auf dem Boden liegt. Um dies zu vermeiden, baut man zunächst eine Plattform aus einer Schicht dicht nebeneinander liegender gerader Äste. Dadurch schafft man eine Isolationsschicht, die das anfängliche Feuer vor der Feuchtigkeit und Kälte des Bodens schützt. Bei starkem Frost oder Schnee sollte die Plattform zur besseren Isolation aus mehreren kreuzweise übereinander gestapelten Schichten bestehen.
Das Tipifeuer auf Plattform dient oft zum Anzünden anderer Lagerfeuerarten.

#### Tipifeuer mit Windbrecher (Jägerfeuer)
Das Tipifeuer mit Windbrecher besteht aus einem Tipifeuer, um das zwei dicke Äste/Scheite so gelegt werden, dass sie ein spitzes V ergeben. Die Spitze des V zeigt nach Möglichkeit in die entgegengesetzte Windrichtung, so dass der Wind von den dicken Ästen/Scheiten abgelenkt wird. Auf die Ecke, dort wo die beiden Äste/Scheite aufeinandertreffen, kann ein Topf zum Kochen gesetzt werden.

### Kochfeuer

#### Ebenerdige Kochfeuer

##### Sternfeuer

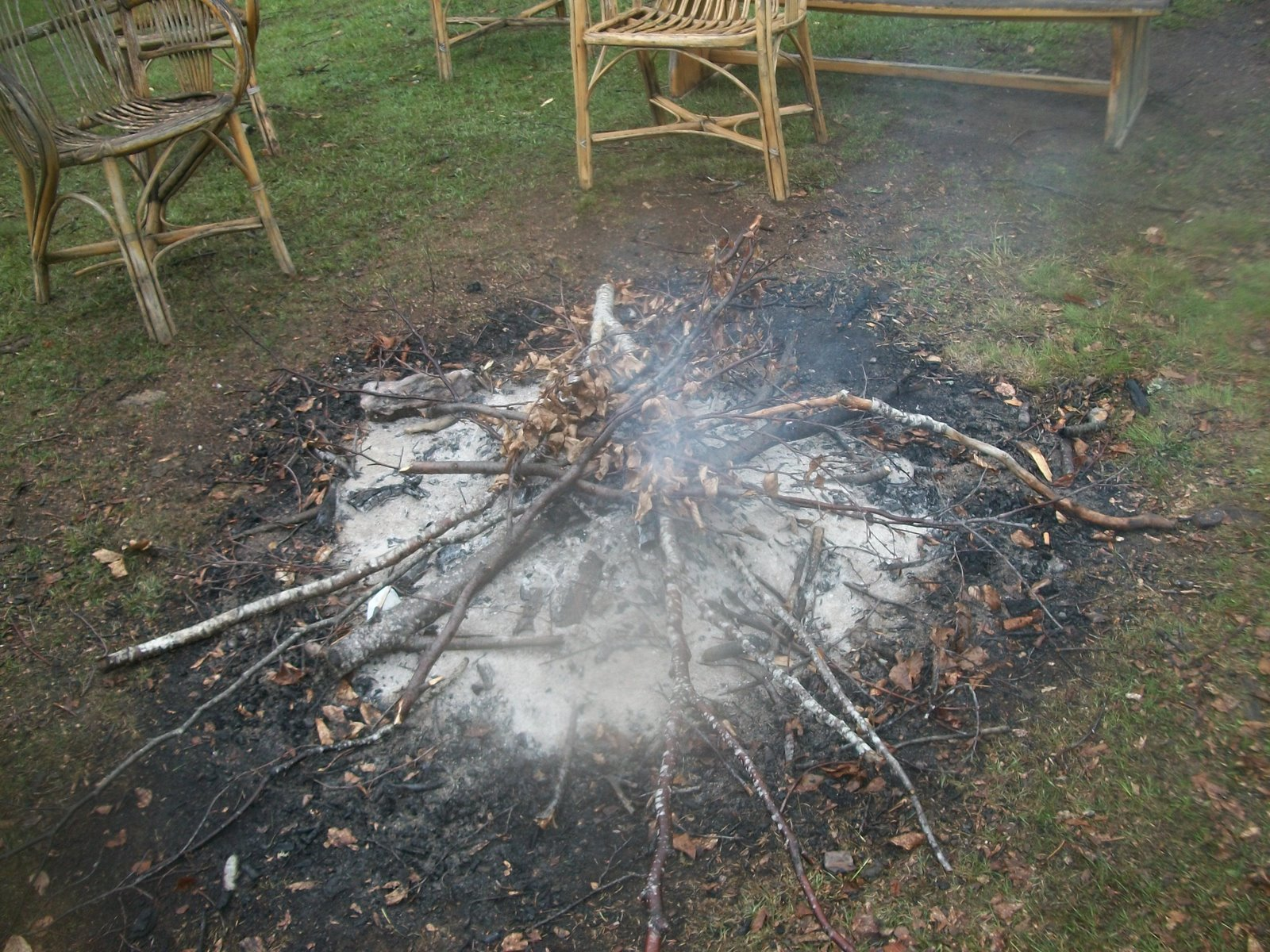
Sternfeuer

Das Sternfeuer besteht aus mehreren flach gelegten Scheiten, die einander alle an einem Ende sternförmig in einem zentralen Punkt treffen. Dieser Punkt ist der Brennpunkt des Feuers. Ist ein kleines Tipifeuer im Brennpunkt entzündet, kann man einen Topf direkt auf die Enden der Scheite stellen. Sind die Enden eines Scheits niedergebrannt, schiebt man den Rest des Scheits ein Stück vor in die Mitte des Feuers. Auf diese Weise kann man die Kochtemperatur und -dauer sehr gut steuern. Das Sternfeuer ist sparsam im Holzverbrauch und eignet sich auch als Wachfeuer.

##### Tipifeuer mit Nebenglut
Beim Tipifeuer mit Nebenglut wird zunächst ein großes Tipifeuer angezündet. Hat sich dann nach einer Weile ausreichend Glut angesammelt, schiebt man diese auf einen Haufen neben die Feuerstelle. Auf diese Weise kann man im Glutbett des Feuers kochen, ohne dass einem die lodernden Flammen das Essen verbrennen. Wegen der schlüssellochartigen Form von runder Feuerstelle und rechteckig zusammengeschobener Glutstelle wird diese Art des Kochfeuers auch Schlüssellochfeuer (eng. keyhole fire) genannt.

#### Kochfeuer mit Garsteinen

##### Steingrubenfeuer (Imu)

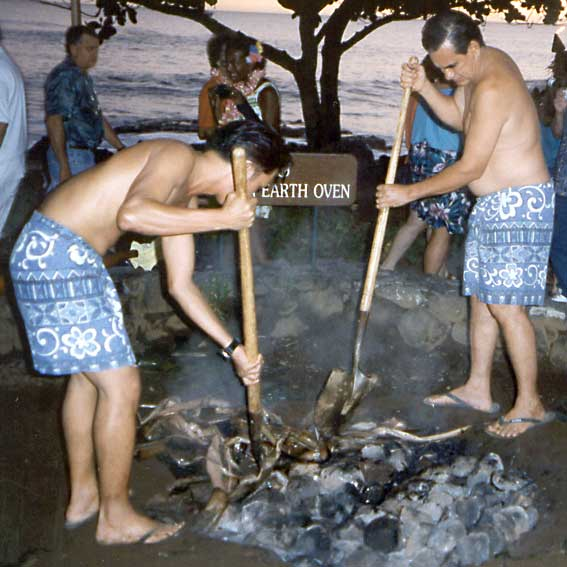
Imu

Beim Steingrubenfeuer wird eine große flache Grube ausgehoben, in der ein großes Tipifeuer entzündet wird. Brennt dieses ordentlich, gibt man zahlreiche Wacker (faustgroße Steine) in die Grube, damit diese erwärmt werden. Sind die Wacker heiß, befördert man sie mit Hilfe von Stangen aus der Grube und schiebt sie zu einem Haufen zusammen. Auf diesen Haufen heißer Steine legt man dann seine in Bananenblätter oder Alufolie eingewickelten Speisen und deckt den gesamten Haufen zunächst mit Laub und anschließend mit Erde ab. Dadurch erhält man einen Ofen, in dem die Speisen garen. Sind diese gar, gräbt man sie aus dem Erd- und Blätterhaufen aus. Da diese Kochmethode von den Polynesiern stammt, nennt man das große Grubenfeuer auch Polynesisches Feuer. Das Großgrubenfeuer wird polynesisch Imu oder Umu genannt, das darin gegarte Gericht, meist ein ganzes Schwein, Kālua.

##### Steinhaufenfeuer (Huatia)

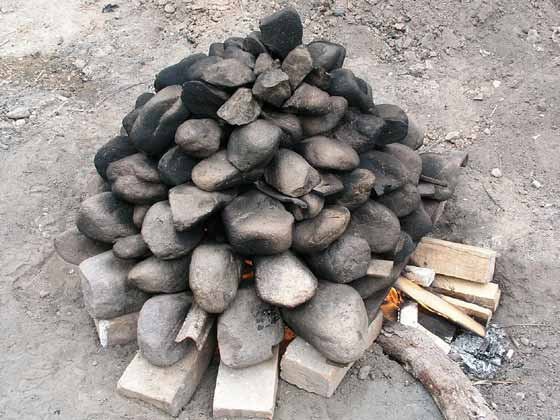
Erhitzen der Steine
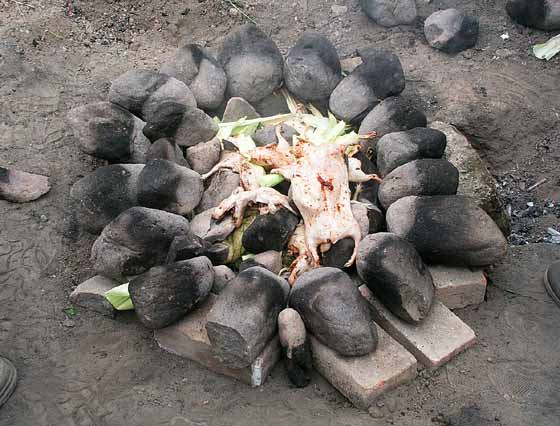
Hinzufügen der Zutaten
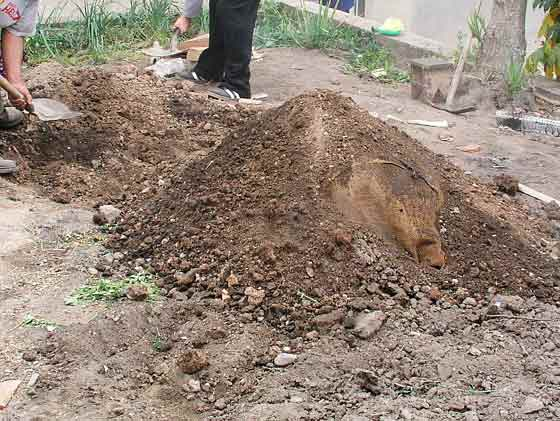
Garen im Erdhügel
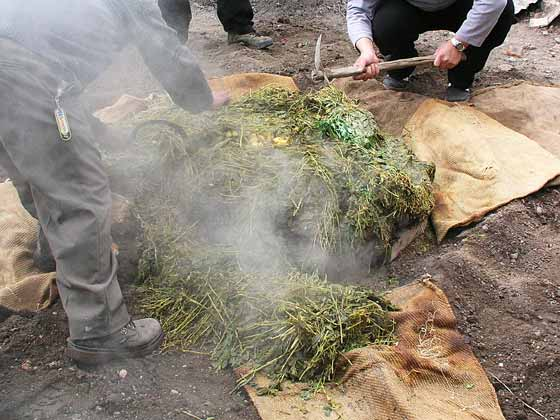
Öffnen

Beim Steinhaufenfeuer wird unter einem Haufen aus Wackern (faustgroßen Steinen), die eine Art Ofen bilden, ein großes Feuer entzündet, das die Wackersteine erwärmt. Anschließend trägt man den Haufen teilweise ab und brät Fleisch auf den heißen Steinen an. Danach platziert man auf die Steine Blätter, legt das angebratene Fleisch und das übrige Gemüse etc. darauf und bedeckt alles zunächst mit Blättern und dann mit Erde. Die Garzeit beträgt rund 1½ Stunden. Das Steinhaufenfeuer stammt aus Peru und wird in Quechua Watia (sp. Huatia) genannt, das darin gegarte Gericht Pachamanca.

#### Untererdige Kochfeuer

##### Grubenfeuer (Soldatenfeuer)
Das Grubenfeuer ist ein unterirdisches Lagerfeuer. Dazu wird mit einem Klappspaten, der Hand oder einem Grabstock (ein zum Graben benutzter Stock, der die Hände schont) eine Grube gegraben, in der man auf einer Plattform ein Tipifeuer anzündet. Der Nachteil des Grubenfeuers ist die mangelnde Sauerstoffzufuhr, da die Flammen des Feuers den Sauerstoff in der Grube schnell aufbrauchen und aufgrund der aus der Grube aufsteigenden Warmluft nur wenig Sauerstoff in die Grube nachströmen kann. Daher brennt es in tiefen, engen Gruben nur mäßig oder gar nicht.
Grubenfeuer und Tunnelgrubenfeuer werden häufig vom Militär verwendet, da durch die Grube der offene Feuerschein verdeckt ist.

##### Tunnelgrubenfeuer (Dakotafeuer)

Tunnelgrubenfeuer Dakotafeuer

Der Nachteil der schlechten Luftzufuhr beim Grubenfeuer lässt sich umgehen, indem man eine zweite Grube direkt neben der ersten gräbt und beide Gruben mit einem Tunnel verbindet. Die erste Grube dient als Feuerstelle. Die zweite Grube dient einzig und allein der Frischluftzufuhr. Da diese Art des Feuers von den Dakotaindianern aus der nordamerikanischen Prärie stammt, nennt man das Tunnelgrubenfeuer auch Dakotafeuer.

#### Übererdige Kochfeuer

##### Knüppelbündelfeuer (Stockfackla)
Beim Knüppelbündelfeuer wird zunächst eine größere Anzahl gleich langer Holzknüppel/Äste gesammelt und an einem Ende mit flexiblen Weidenästen, Fichtenwurzeln oder Schnüren zusammengeschnürt. Dieses Ende wird auf den Boden gestellt. Am oberen Ende werden kleine Äste als Keile zwischen die Knüppel geschoben, so dass die Knüppel nicht aneinanderliegen, sondern durch Luftspalte getrennt sind. Die Spalten zwischen den Knüppeln dienen der Sauerstoffzufuhr. Das obere Ende des Knüppelbündels wird angezündet. Auf dieses kann dann ein Kochtopf gestellt werden. Das Knüppelbündelfeuer ist ein Kochfeuer für nasse und morastige Böden oder kniehohen Schnee. Das Knüppelbündelfeuer ist unter dem Namen Schwedische Stockfackel (swe. Svensk Stockfackla, eng. swedish stick torch), Schwedenfackel oder Schwedenfeuer bekannt.

##### Spaltblockfeuer (Blockfackla)

Spaltblockfeuer Blockfackla

Beim Spaltblockfeuer wird zunächst ein Holzblock mit der Axt in vier Scheite gespalten. Diese werden wieder gemeinsam aufrecht gestellt, wobei zwischen allen Scheiten jeweils ein ausreichender Abstand gewahrt bleibt. Die Spalte zwischen den stehenden Scheiten dienen der Sauerstoffzufuhr. Wichtig ist, dass jedes Scheit für sich fest auf dem Boden steht, damit die Konstruktion stabil bleibt. Die Spalte zwischen den Scheiten füllt man dann locker mit trockenem Reisig und legt obendrauf den Zunder, den man anzündet. Dann wartet man, bis die Innenkanten der Holzscheite ordentlich brennen. Ist dies der Fall, kann man fakultativ das noch nicht verbrannte Reisig entfernen, was die Sauerstoffzufuhr verbessert. In der Mitte des aus vier Scheiten zusammengesetzten Holzblocks entsteht ein Kamin, dessen Kamineffekt die Sauerstoffzufuhr verbessert. Dadurch brennt das Feuer in der Mitte des Blocks besonders intensiv. Auf die vier Scheite legt man noch obendrauf zwei Stöckchen parallel zueinander, auf die man dann den Topf zum Kochen stellt. Das Spaltblockfeuer ist, wie das Knüppelbündelfeuer, ein Kochfeuer für nasse und morastige Böden oder kniehohen Schnee. Das Spaltblockfeuer ist unter dem Namen Schwedische Blockfackel (swe. Svensk Blockfackla, eng. swedish log torch), Schwedenfackel oder Schwedenfeuer bekannt.

### Schlaffeuer

#### Feuerbett
Das sogenannte Feuerbett besteht aus einem niedergebrannten Feuer in einer Feuerstelle, die so lang wie ein Mensch ist. Die Glut dieses Feuers wird mit Erde überdeckt, so dass man sich hinlegen kann, ohne sich zu verbrennen. Die verbleibende Wärme wirkt dann wie eine große Wärmeflasche. Das Feuerbett ist ein Schlaffeuer für kühle, aber nicht zu kalte Nächte.

#### Stammrinnenfeuer

Braten über dem Stammrinnenfeuer
Rakovalkea Stammstapelfeuer

Beim Stammrinnenfeuer werden zwei menschenlange Baumstämme nebeneinander gelegt. In der Rinne zwischen den Baumstämmen wird dann ein großes Feuer entzündet, das die ganze Nacht brennt, da es vom Holz der beiden Baumstämme gespeist wird. Die Wärme des Feuers lässt sich verbessert nutzen, wenn man zusätzlich noch eine wärmereflektierende Wand hinter sich hat, die die Wärme des Feuers auf einen zurückstrahlt. Das Stammrinnenfeuer ist ein Schlaffeuer für kalte, aber frostfreie Nächte.

#### Stammstapelfeuer (Rakovalkea)
Beim Stammstapelfeuer werden vier Pfosten in den Boden gehauen, die einen Stapel aus zwei menschenlangen Baumstämmen halten sollen. Daher sollte man darauf achten, dass die Pfosten auch fest in den Boden gerammt sind, um nicht von einem herabrollenden Baumstamm getroffen zu werden. Zwischen die Baumstämme werden Äste und Reisig gelegt, die angezündet werden. Da sich das Feuer vom Holz der Baumstämme nährt, hält es die ganze Nacht. Das Stammstapelfeuer hat den Vorteil, dass der Schläfer auf einem vom Boden wärmeisolierten Podest oder Bett schlafen kann. Das Stammstapelfeuer ist ein Schlaffeuer für frostige Nächte. Es wird von Finnen und Sibirern verwandt, weshalb es auch als Finnisches bzw. Sibirisches Feuer bekannt ist. Auf Finnisch heißt es Rakovalkea.

### Leuchtfeuer

#### Pfahlkegelfeuer
Beim Pfahlkegelfeuer wird zunächst ein großer Pfahl in den Boden gerammt. Anschließend werden Holzscheite schräg im Kreis an den Pfahl gestellt, so dass ein Kegel entsteht. Dieses Verfahren wird so lange wiederholt, bis der Kegel aus Holzscheiten eine ausreichende Höhe erreicht. Wegen des in den Boden gerammten Pfahls ist diese Art von Festfeuer sehr stabil. Allerdings besteht immer die Gefahr, dass ein hoch aufgeschichtetes Feuer zur Seite kippt und Zuschauer gefährdet.

#### Pagodenfeuer

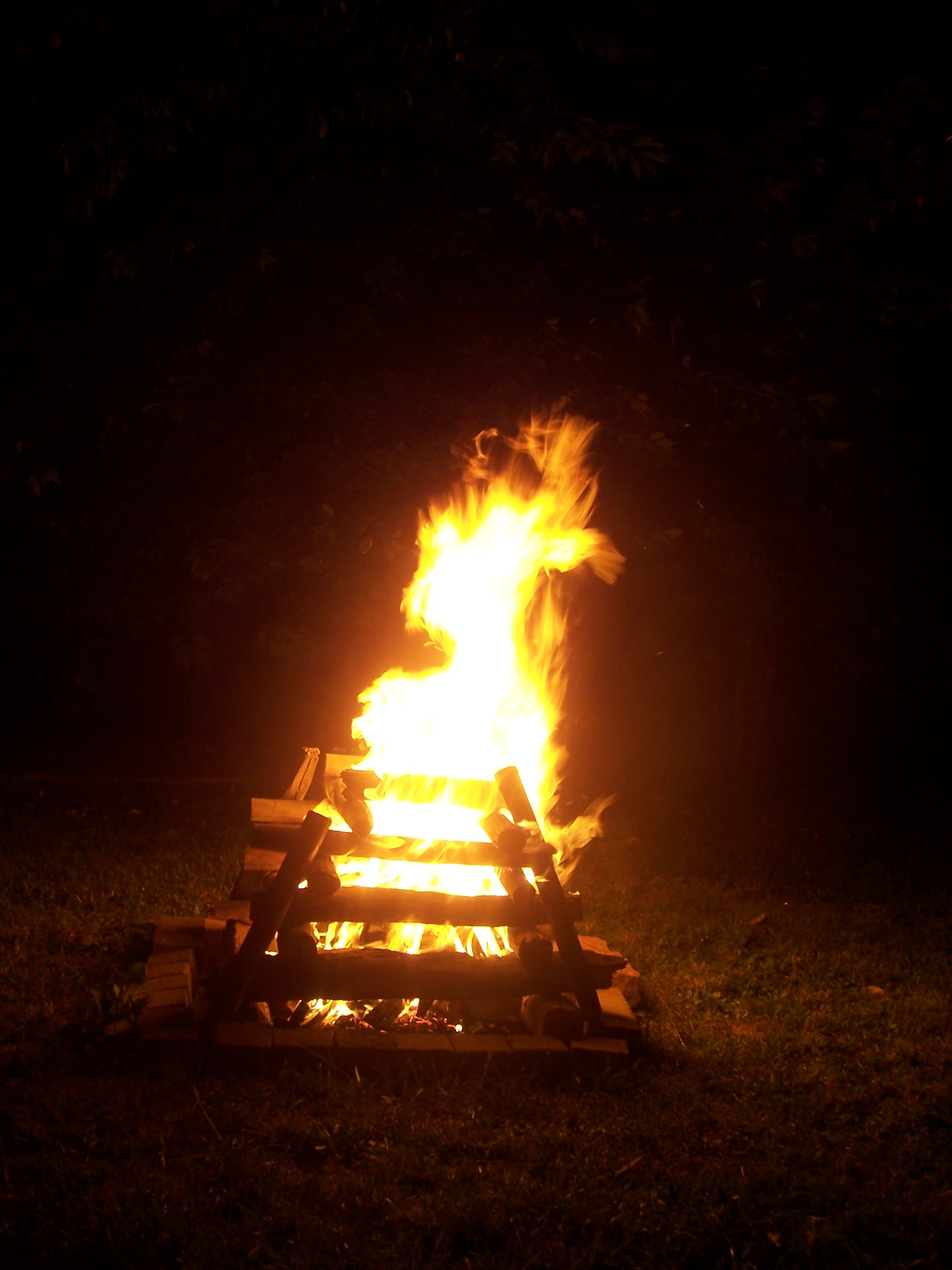
Pagodenfeuer
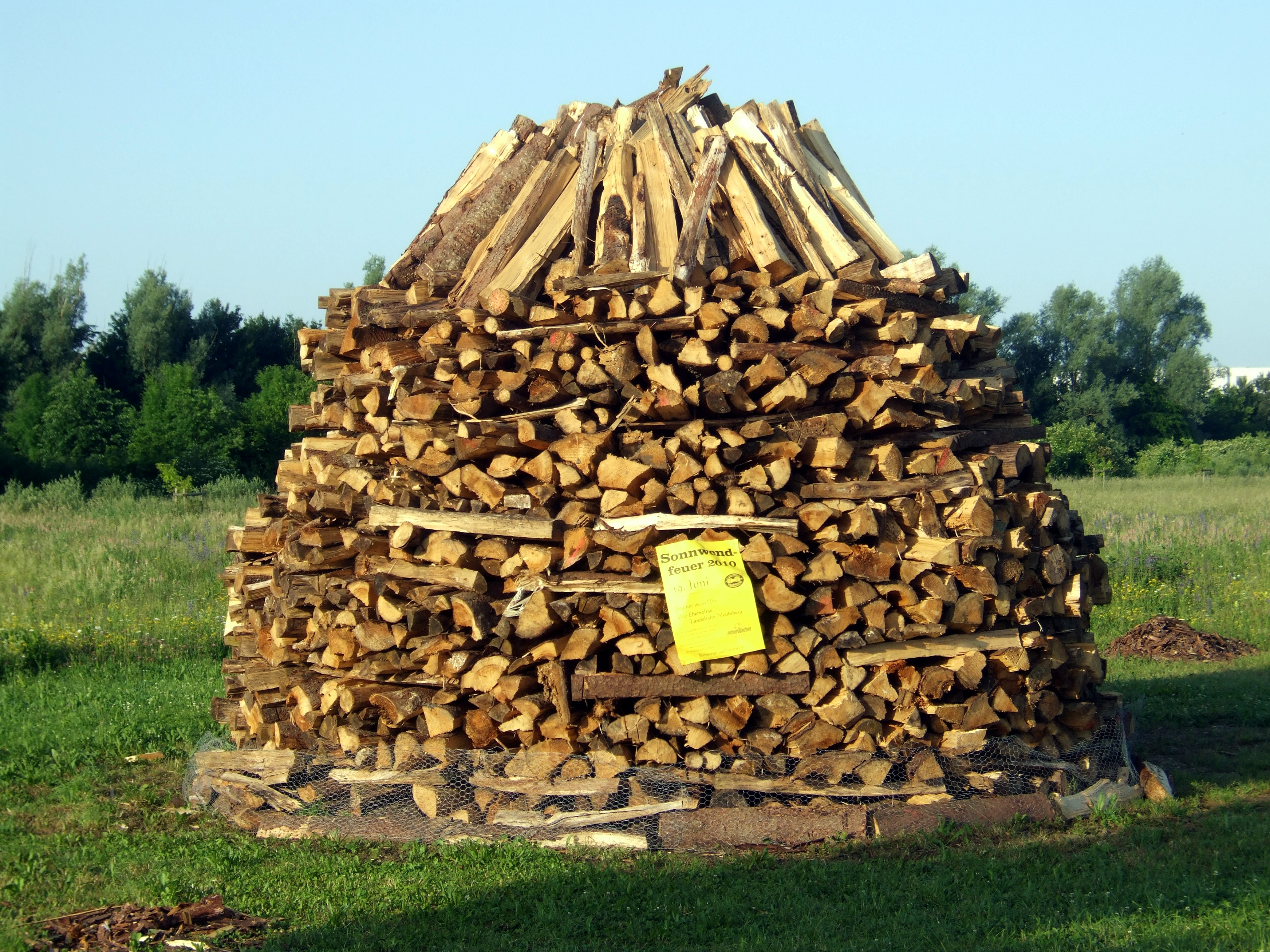
Stapelfeuer

Beim Pagodenfeuer werden jeweils zwei auseinander liegende Holzscheite kreuzweise gestapelt. Mit zunehmender Stapelhöhe rücken die beiden Holzscheite in jeder Schicht näher aneinander, so dass ein sich in der Höhe verjüngender Turm mit quadratischem Grundriss entsteht. Dieser Turm erinnert in etwa an eine Pagode, was dem Feuer seinen Namen gab.

#### Stapelfeuer
Beim Stapelfeuer werden die Holzscheite eng aneinander liegend gelegt und kreuzweise gestapelt, so dass ein dichter Holzhaufen entsteht.

### Rettungsfeuer

#### Rauchfeuer
Ein Rauchfeuer ist ein großes Tipifeuer, über das nasses Laub gelegt wird, wodurch Dampf (verdunstendes Wasser) und Rauch (brennende Äste) entstehen. Mithilfe einer Decke kann man den Rauch sammeln und schlagartig entweichen lassen. Eine langgestreckte Rauchwolke ist aber für Suchflugzeuge und -hubschrauber genauso gut erkennbar. Das Rauchfeuer ist eher für den helllichten Tag geeignet, da der Rauch nachts kaum sichtbar ist.

### Übersicht
| Bauform                     | Verwendung                                       |
| --------------------------- | ------------------------------------------------ |
| Mehrzweckfeuer              |                                                  |
| • Tipifeuer                 | Standardfeuer                                    |
| • Tipifeuer auf Plattform   | Standardfeuer bei Nässe, Kälte, Frost und Schnee |
| • Tipifeuer mit Windbrecher | Standardfeuer bei Wind                           |
| ebenerdige Kochfeuer        |                                                  |
| • Sternfeuer                | Kochfeuer für mehrere Personen                   |
| • Tipifeuer mit Nebenglut   | Kochfeuer für mehrere Personen                   |
| Kochfeuer mit Garsteinen    |                                                  |
| • Steingrubenfeuer          | Kochfeuer für mehrere Personen mit Garsteinen    |
| • Steinhaufenfeuer          | Kochfeuer für mehrere Personen mit Garsteinen    |
| untererdige Kochfeuer       |                                                  |
| • Grubenfeuer               | Nicht sichtbares Kochfeuer                       |
| • Tunnelgrubenfeuer         | Nicht sichtbares, gut brennendes Kochfeuer       |
| übererdige Kochfeuer        |                                                  |
| • Knüppelbündelfeuer        | Kochfeuer bei Nässe, Morast und Schnee           |
| • Spaltblockfeuer           | Kochfeuer bei Nässe, Morast und Schnee           |
| Schlaffeuer                 |                                                  |
| • Feuerbett                 | Schlaffeuer für kühle Nächte                     |
| • Stammrinnenfeuer          | Schlaffeuer für kalte Nächte                     |
| • Stammstapelfeuer          | Schlaffeuer für frostige Nächte                  |
| Festfeuer                   |                                                  |
| • Pfahlkegelfeuer           | Festfeuer                                        |
| • Pagodenfeuer              | Festfeuer                                        |
| • Stapelfeuer               | Festfeuer                                        |
| Rettungsfeuer               |                                                  |
| • Rauchfeuer                | Rettungsfeuer am Tag                             |
| • Leuchtfeuer               | Rettungsfeuer in der Nacht                       |

## Starten eines Lagerfeuers

### Zünder und Zunder bereithalten
Zündmaterialien wie Streichholz, Feuerzeug oder Feuerstahl sowie Zunder, wie z. B. Wattebällchen, sollte man ständig bei sich führen, damit man sie bei Bedarf sofort parat hat.

### Wahl der Feuerstelle
Der erste Schritt bei der Anlage einer Feuerstelle ist die Wahl des Ortes. Die Feuerstelle sollte so angelegt werden, dass keine Brandgefahr für die Umgebung durch Brennen, Glimmen, Schwelen oder Funkenflug ausgeht. Daher sollte eine Feuerstelle möglichst fern von Bäumen (Funkenflug) auf einer von Bodenstreu freigeräumten Fläche (Schwelbrände) angelegt werden. Bei Waldbrandgefahr muss man auf das Anzünden eines Feuers verzichten, da schon kleinste Funken ausreichen, um einen Brand auszulösen.

### Sammeln von Brennholz
Bevor man ein Feuer anzündet, sollte man erst einmal ausreichend Brennholz sammeln, um nach dem Entfachen des Feuers nicht plötzlich Brennholz suchen zu müssen, damit das Feuer nicht ausgeht. Für Brennholz ist stehendes Totholz am geeignetsten, da dies das trockenste Holz ist. Lebendes Grünholz enthält Wasser, liegendes Totholz ist meist feucht und modernd. Findet man kein stehendes Totholz, nimmt man stehendes Grünholz. Trockenes Holz erkennt man daran, dass es beim Brechen deutlich knackt. Regnet es, sollte man sein Brennholz mit einer Plane (Tarp) oder mit großen Rindenstücken abdecken, um es trocken zu halten.

### Säubern des Brennplatzes
Am Ort der Feuerstelle den Boden von Streu befreien, um mögliche Schwelbrände zu verhindern. Bei starkem Wind eventuell eine Grube mit einem Grabstock graben oder einen Windschutz errichten.

### Errichten einer Plattform
Bei feuchtem oder kaltem Grund ist unbedingt eine Plattform aus Feuerholz zu errichten, um das Feuer vor Bodenfeuchte oder -kälte zu schützen. Bei strengem Frost kann die isolierende Brandplattform aus mehreren Lagen kreuzweise geschichteten Feuerholzes bestehen. Statt Holz kann man auch Rindenstücke nehmen. Birkenrinde ist dazu wegen ihrer ätherischen Öle besonders geeignet.
Mit etwas Geschick lässt sich aus Stangenholz auch eine Tischkonstruktion bauen, die mit aufgelegten Grassoden gegen durchbrennen zu schützen ist. So etwas bietet sich besonders zum Kochen an, da bequem im Stehen wie an einem Herd gearbeitet werden kann (Kochtisch).

### Auflegen von Zunder und Reisig
Auf die Brandplattform legt man dann trockene Zweige, Späne und Zunder. Als natürliche Zunder dienen Zunderschwamm, gespante Birkenrinde, trockenes Gras (Heu), Stroh, getrocknetes Moos, verharzte Holzspäne (Kienspäne), Rohrkolben sowie Samen von Baumwolle, Pappeln, Disteln und Löwenzahn. Als künstliche Zunder dienen Watte, Tampons, Papier, Karton, verkohlter Baumwollstoff. Einfache Wattebällchen aus Baumwolle, die man eventuell noch mit Vaseline einreiben kann, sind billig und praktisch.

### Anzünden des Zunders
Es gibt verschiedene Methoden ein Feuer zu starten. Am praktischsten ist es mit Streichhölzern und Feuerzeugen, bei stärkerem Wind mit Sturmhölzern und Sturmfeuerzeugen.
Die einfachste und sicherste Methode, die auch bei extremer Nässe und Frost funktioniert, ist das Anzünden mit Feuerstahl und Messer. Dazu hält man das Messer mit der Schneide nach oben, um die Schneide der Klinge zu schonen. Anschließend hält man den Feuerstahl von unten an den Messerrücken und zieht den Feuerstahl kräftig am aufliegenden Messerrücken nach hinten, bis Funken fliegen, die den Zunder entzünden. Zieht man umgekehrt das Messer am Feuerstahl nach vorn, besteht die Gefahr, dass der Zunder durch den von der Messerbewegung ausgelösten Windhauch davongeweht wird. Glimmt der Zunder, bläst man vorsichtig, bis der Zunder aufflammt. Das Blasen führt dem Feuer Sauerstoff zu. Der Zunder entflammt dann die Zweige und Holzspäne, bis das Feuer auflodert. Lodert das Feuer, legt man je nach Bedarf Holz nach, anfangs die dünnen, später die dickeren Stücke.
Die Verwendung von Papier als Zunder oder Anzündhilfe ist bei Puristen verpönt, es wird feinstes Reisig oder Birkenrinde (nur von Totholz) verwendet. Auch gilt es, möglichst nur ein einziges Streichholz zu verwenden, da meist nur wenige davon zur Verfügung stehen.

### Löschen des Feuers

Verbrennungsdreieck; eine der drei Seiten muss entfernt werden um das Feuer zu löschen.

Das Feuer löscht man, indem man Sand, Erde, Schnee oder Wasser darauf schüttet oder gießt. Auch der eigene Urin kann eingesetzt werden. Je nach Löschmittel wird das Feuer von der Sauerstoffzufuhr abgetrennt oder die Temperatur der Brennstoffe schlagartig unter die Zündtemperatur gesenkt. Anschließend kontrolliert man, ob noch irgendwelche Holzstücke glimmen. Diese bedeckt man mit Erde.
Ist das Feuer erloschen und keine Glut mehr vorhanden, ist es gute Praxis auf den kalten Aschehaufen zwei kurze dünne Äste kreuzweise (!) zu legen, bevor der Haufen mit Erde abgedeckt wird. Sollte später ein Waldbrand eintreten, können die unverbrannten Hölzer unter der Erdabdeckung beweisen, dass diese Feuerstelle nicht der Auslöser gewesen ist.

## Einfriedung der Feuerstelle

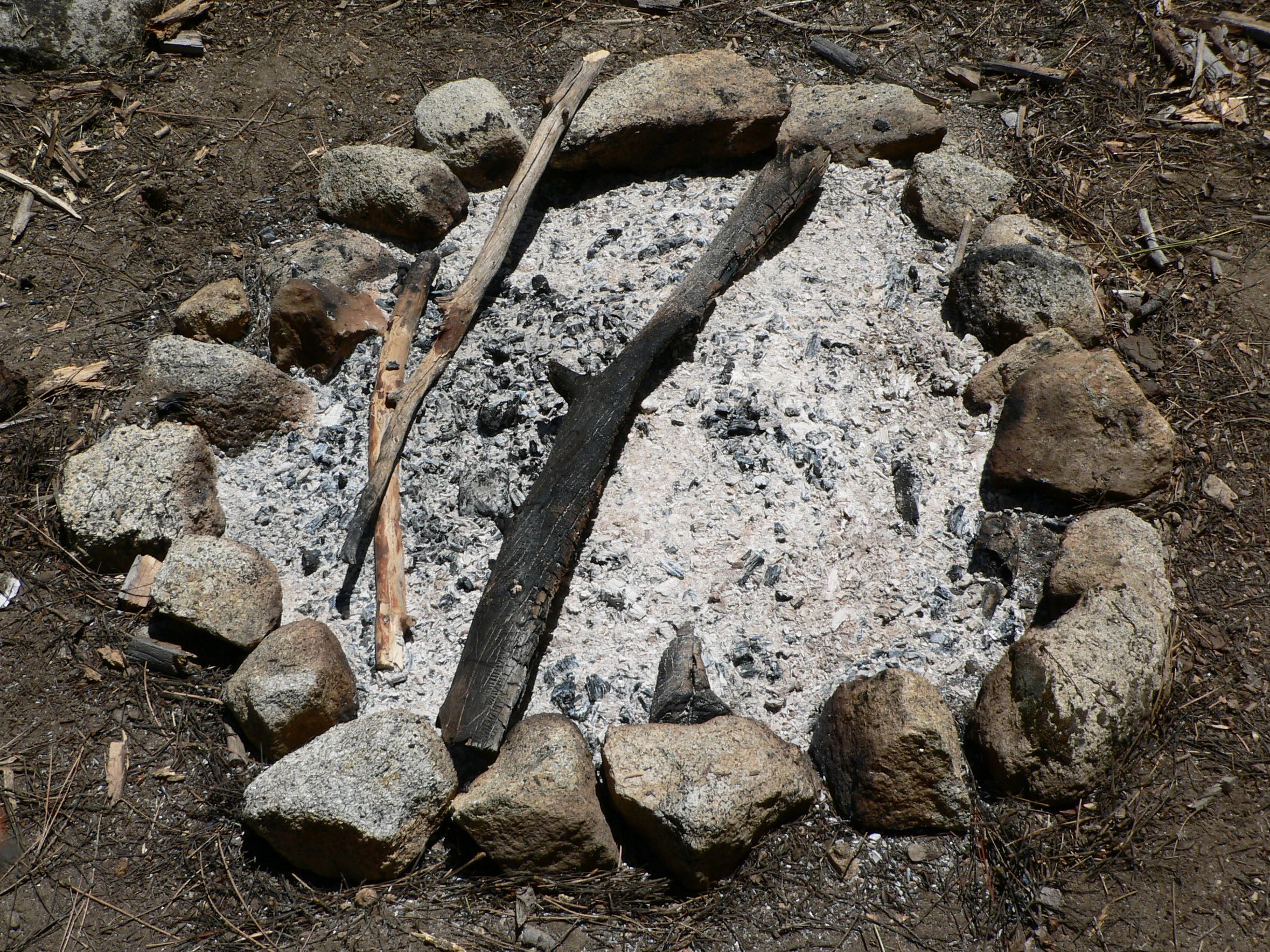
Steinkreis

Um eine Ausbreitung des Feuers zu verhindern, kann man es mit Steinen oder einem niedrigen Erdwall einfassen, wobei man Steine aus Flüssen und sonstigen Gewässern sowie Steine, die einen schieferigen Aufbau zeigen, vermeiden sollte, denn derartige Steine können in der Hitze zerspringen und umherfliegende Splitter zu gefährlichen Geschossen werden lassen. Außerhalb des Steinkreises sollte brennbares Material entfernt werden.
Soll das Feuer auf einer Wiese errichtet werden, können Grassoden ausgestochen und umgedreht beiseitegelegt werden. Beim Verlassen des Lagerplatzes kann so die Feuerstelle nach dem Abkühlen wieder mit den Grassoden belegt werden, so dass sie nicht mehr erkennbar ist.

## Sicherheit

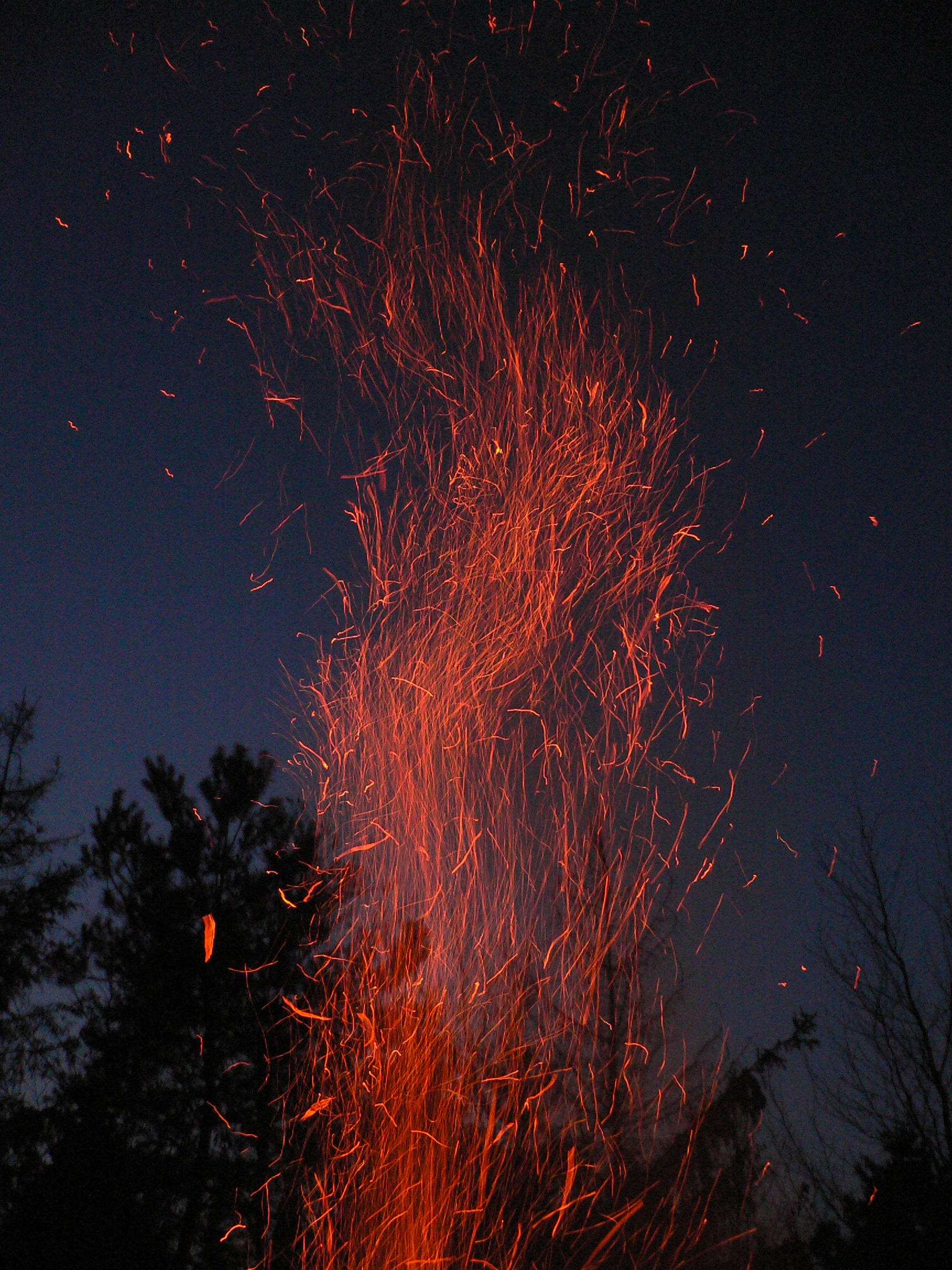
Funkenflug

- Lagerfeuer nicht in brandgefährdeter Umgebung anlegen (Untergrund, Seitenabstand, Höhenabstand).
- Nicht auf Felsen anlegen (sie können springen).
- Lagerfeuer dürfen nie ohne Aufsicht sein.
- Bei Waldbrandgefahr ist offenes Feuer verboten.
- Brennbare Materialien fernhalten (Kleidung, Decken, Schlafsäcke, Zelte).
- Funkenflug beachten (Windböen).
- Beim Verlassen des Lagerplatzes muss das Feuer erloschen sein und darf keine glühenden Teile mehr enthalten.

In einzelnen Ländern gelten besondere Gesetze und Verordnungen für offene Feuer. In Nordrhein-Westfalen verbietet etwa § 47 Landesforstgesetz im Wald und auf allen Flächen mit einem Abstand von weniger als einhundert Metern vom Waldrand jedes offene Feuer oder die Benutzung von Grillgeräten. Ausnahmen gelten nur für besondere Feuerstellen, die von der Forstbehörde genehmigt wurden. Befinden sich Kinder in der Nähe, so erfordert die Aufsichtspflicht ein hohes Maß an Sorgfalt und Umsicht.
Soll ein Feuer verlassen werden, bevor es vollständig abgebrannt ist, muss es mit Wasser oder durch Abdecken mit Sand gelöscht werden. Bei Wasserlöschung ist an ein Zerspringen von Steinen zu denken. Die erfolgreiche Löschung muss überprüft werden.

## Videos zum Bau von Lagerfeuern
Die folgenden YouTube-Videos sind alle in englischer Sprache gehalten. Man benötigt jedoch keinerlei Sprachkenntnisse, um sie zu verstehen, da alles deutlich gezeigt wird.
- Ray Mears: Wie man ein Feuer macht (How to light a fire)
- Woodsman: Wie man im Regen ein Feuer macht (Making a fire in the rain)
- FYRO: Ein Sternfeuer zum Kochen aufbauen (How to build a Star Fire for cooking)
- Paul Scheiter: Tipifeuer auf hoher Plattform (How to build a self-feeding fire)
- Dutchman: Dakota Tunnelgrubenfeuer (Dakota Fire Pit)
- Bushcraftmyway: Schwedisches Knüppelbündelfeuer (Swedish Stick Torch)
- Reggie: Schwedisches Spaltblockfeuer (Swedish Log Torch)

## Trivia
Das Lagerfeuer als Mittelpunkt des Gruppenbeisammenseins, welches nicht zum Kochen, Wärmen etc. dient und als Gemeinschaft stiftendes Element entzündet wurde, galt bei Pfadfindern, Jungenschaften und anderen „Bündischen“ als „heilig“. Es durfte nicht mit Abfällen, Papier und sonstigen Resten „verunreinigt“ werden. Nur das Holz aus der Natur durfte verwendet werden. Gekocht wurde auf diesem Feuer nur Tee oder der „Tschai“, gemeinschaftlich genossene Getränke, niemals Mahlzeiten.